# اولاد عمران
اولاد عمران (به فرانسوی: Oulad Amrane) یک شهرک در مراکش است که در استان سیدی بنور واقع شده‌است. اولاد عمران ۱۱٬۸۶۶ نفر جمعیت دارد.